# Stress (film)
Pour les articles homonymes, voir stress (homonymie).
Pour plus de détails, voir Fiche technique et Distribution.
Stress est un film français réalisé par Jean-Louis Bertuccelli et sorti en 1984.

## Synopsis
Nathalie a abandonné son futur mari, Gérard, devant l'autel le jour de leur mariage. Désespéré, celui-ci se défenestre. 
Quelques années plus tard, on retrouve Nathalie qui vit et élève seule sa fille Céline de six ans. C'est alors que le mystérieux Alex entre dans sa vie ; il n'est pas animé des meilleures intentions. On lui a greffé le coeur du suicidé et il cherche à se venger. Vivant avec un nouveau compagnon, Michel, elle est menacée (coups de téléphone anonymes, main qui tente de la saisir à la sortie d'un parking souterrain au péage, coeur de boeuf sanglant trouvé dans son automobile). Une amie, Isabelle, la met en contact avec le détective privé Alex sans savoir ses intentions criminelles. Michel, voulant protéger sa compagne, est assassiné. Nathalie vit dans la terreur jusqu'au jour où le masque tombe et où se révèle l'identité d'Alex au coeur greffé.

## Fiche technique
- Titre : Stress
- Réalisateur :Jean-Louis Bertuccelli
- Assistant-réalisateur: Marc Cemin
- Scénario : André Grall
- Dialogues : Alain Demouzon et Adolphe Viezzi
- Photographie : Ricardo Aronovitch
- Montage :  François Ceppi
- Musique :  Paul Misraki
- Son : Jean-Pierre Ruh
- Cascades : Claude Carliez
- Producteur : Jean Ardy
- Société de production :  FR3 et Les Films de la Tour
- Lieu de tournage : Trémolat (Dordogne)
- Genre : drame, policier, thriller
- Durée :72 minutes
- Date de sortie : 
  - France : 19 septembre 1984

## Distribution
- Carole Laure : Nathalie
- Guy Marchand : Alex
- André Dussollier : Michel
- Germaine Montero : Mme d'Ambray
- Micheline Boudet
- Isabelle Mergault : Isabelle
- Anne Meson-Poliakoff : Céline
- Véronique Silver : la patronne du salon
- Michel Subor : Le commissaire de police
- Marie De Baillencourt
- Claudine Berg : la concierge
- Francis Bergonzat
- Sandrine Dias : Delphine
- Nathalie Jouin : France
- Patrice Kerbrat : Gérard
- Antoinette Moya : une cliente
- Hubert Noël : le client blessé
- Adolphe Viezzi : le client M. Bouvier
- Antoine Duléry
- Pierre Chevallier :
- Liza Braconnier
- Marc Cemin
- André Chaumeau
- Jean Cherlian
- Bernard Colombelle
- Brigitte Demouzon
- Nicole Dubois
- Sylvie Folgoas
- Anne-Marie Jabraud
- Olivia Lancelot
- Alain Marguerite
- Jean-Gabriel Nordmann
- Michel Puterflam
- Michel Such
- Thang-Long
- Valentin Vallantin

## Autour du film
Ce thriller a fait l'objet de peu de diffusions à la télévision et d'une seule édition en vidéo en VHS.
Guy Marchand y compose un personnage inquiétant qui terrifie le personnage de l'héroïne interprétée par Carole Laure.